# Кукелевське сільське поселення
Ку́келевське сільське поселення (рос. Кукелевское сельское поселение) — сільське поселення у складі Вяземського району Хабаровського краю Росії.
Адміністративний центр та єдиний населений пункт — село Кукелево.

## Населення
Населення сільського поселення становить 254 особи (2019; 219 у 2010, 271 у 2002).